# 33 квадратных метра
«33 квадратных метра» — комедийный телесериал творческого коллектива телепередачи «О.С.П.-студия», созданный сценаристами Василием Антоновым, Александром Толоконниковым, Александром Бачило, Дмитрием Зверьковым, Максимом Туханиным, Иваном Филипповым.

## Сюжет
В сериале показана жизнь семьи Звездуновых. Название сериала ссылается на стандартную площадь однокомнатной квартиры в панельном доме, в котором живёт семья.

## Актёры и роли
- Сергей Геннадьевич Звездунов (Сергей Белоголовцев) — глава семьи, инженер-мостостроитель с 30-летним стажем (упоминается в серии «Репетитор»). Родился в Обнинске Калужской области. Учился в Московском горном институте, позже был его доцентом. Заключил брак с Татьяной в 1981 году. В семье — большой деспот. Обладает достаточно оптимистичным характером — даже в довольно трудных ситуациях старается не терять чувства юмора и собственного достоинства. Туп, хвастлив, жаден, не проявляет ловкости в домашнем хозяйстве. Служил в войсках ВДВ, демобилизовался в звании старшины (однако в 17 серии 4 сезона называется гвардии лейтенантом).
- Татьяна Юрьевна Звездунова (Татьяна Лазарева) — жена Сергея, домохозяйка. Добрая, но при этом большая истеричка.  Родилась в 1960 году. Часто ругает мужа, очень любит и опекает сына, хотя иногда делает ему замечания. Время от времени у Тани возникают интрижки с персонажами, исполняемыми Михаилом Шацем, мужем Татьяны Лазаревой.
- Клара Захаровна Иванько (в девичестве Цымбалюк, в замужествах Трахтенброд, Долдонина, Штокман) (Павел Кабанов) — тёща Сергея. Родилась в 1921 году (упоминается в сериале «Вне родных квадратных метров») в деревне под Вязьмой в семье рабочего и крестьянки (хотя впоследствии выдавала себя за графиню). Говорит с лёгким украинским акцентом. Имеет три образования — кооперативный техникум, Институт лёгкой промышленности, Институт марксизма-ленинизма. В 1960-х годах уехала по комсомольской путёвке поднимать целину, чем до сих пор гордится. Там же родила дочь Татьяну от целинника, который потом погиб, спасая урожай от саранчи. Сделала карьеру по профсоюзной линии. После продажи квартиры и неудачного вложения средств в «Чара-банк» была вынуждена переехать из Целинограда к дочери, в московскую квартиру Звездуновых (под предлогом «пожить на недельку», но остаётся там навсегда, потом Татьяна переписывает квартиру на неё). Интересуется политикой. Имеет смешанные коммунистическо-монархическо-либеральные убеждения. До пенсии работала завскладом. Постоянно третирует зятя. Один из мотивов сериала — конфликты Сергея Геннадьевича и Клары Захаровны.
- Андрей (Сынулька) Звездунов (Андрей Бочаров) — сын Сергея и Тани, «большой ребёнок», двоечник. Родился в 1984 году, был зачат, когда Сергей Геннадьевич приезжал в отпуск из армии. Весьма ленив, труслив и недалёк (хотя в некоторых случаях бывает достаточно сообразителен и демонстрирует знания в некоторых областях). Отец явно недолюбливает сына и не скупится на обидные прозвища в его адрес типа «Свиноподобный Маугли»; предположительно мальчик нестандартно развивается из-за падения в возрасте четырёх лет с, по признанию бабушки, «чёртова колеса» («История № 28. Про рыбалку» (1998)). Не очень любит и побаивается отца, поскольку часто получает от него ремня. В остальном Андрей Звездунов — обычный подросток 90-х. В четвёртом сезоне, посвящённом приключениям двоюродного брата Сергея (Николая) на даче у Звездуновых, сынулька не появляется, находясь на учёбе. Сериал «Вне родных квадратных метров» (2001) повествует о его пребывании в техникуме. В пятом сезоне-ситкоме появляется эпизодически.
- Дедушка, Василий Анатольевич (Василий Антонов) — пятый муж Клары Захаровны, присутствует только в первом и втором сезонах, местами похож на жену Клару. Тесть Сергея. Живет с Кларой Захаровной с 1967 года, однако официально заключили брак лишь в 1977 году. В 18-й серии пятого сезона упоминается, что дедушка уехал работать на Северный полюс синоптиком.
- Николай (Олег Комаров) — «родной двоюродный брат» Сергея, присутствует в четвёртом сезоне. Младший лейтенант из Челябинска, после увольнения приехавший пожить к брату.
- Света (Анна Цуканова) — внебрачная дочь Сергея, присутствует только в пятом сезоне. Родилась в Барнауле 1 апреля 1988 года от краткосрочных отношений матери с Сергеем, недолго пребывавшим в Барнауле в командировке в начале сентября 1987 года. Окончив школу, поехала в Москву, где полгода работала раздатчицей в столовой. Мечтает стать знаменитой, на худой конец — выйти замуж за москвича с целью постоянной прописки.
- Михаил Григорьевич (Михаил Шац) — сосед семьи Звездуновых. Также Шац играет несколько второстепенных ролей на протяжении сериала.
- Михаил Юрьевич Булгаков (Михаил Шац) — пятиюродный брат Татьяны, присутствует в серии «Родная кровь» (1999). Писатель, живёт в Венгрии.
- Сергей Анатольевич (Сергей Сивохо) — сокурсник Сергея Звездунова, сосед по даче во втором сезоне. Новый русский; любит посещать семью Звездуновых, чтобы получить удовольствие, как в цирке («История № 8. Про то, как папа строил забор» (1998)).
- Ирена Сульцман (Людмила Артемьева) — одноклассница Татьяны. Присутствует только в пятом сезоне, в серии «Подруга молодости».

## Список серий
| Сезон | Сезон | Серии | Период трансляции                |
| ----- | ----- | ----- | -------------------------------- |
|       | 1     | 15    | 11 января — 19 апреля 1997       |
|       | 2     | 8     | 7 октября — 25 ноября 1998       |
|       | 3     | 26    | 4 декабря 1999 — 21 декабря 2000 |
|       | 4     | 7     | 6 — 14 октября 2003              |
|       | 5     | 30    | 5 мая — 17 июня 2004             |

1 сезон
Серии первого сезона выходили как пятиминутная рубрика в рамках программы «О.С.П.-студия» на канале «ТВ-6».
| Серия | Премьера   | Краткое описание |
| ----- | ---------- | --- |
| 1     | 11.01.1997 | «Невеста Ира». Шокированная тем, что Андрей пришёл на ужин со своей девушкой Ирой, Татьяна начинает показывать ей альбом с детскими фотографиями сына, полными непристойностей: тот на них стоит без трусов, испражняется и т. д. А в это время бабушка и дедушка сокрушаются, что их не позвали за общий стол.                                                                                      |
| 2     | 18.01.1997 | «Смазываем… двери». Татьяна просит Сергея смазать дверь, чтобы она не скрипела. После долгих уговоров Сергей соглашается и вытаскивает дверь из петель, а потом думает, что делать дальше. Параллельно с этим он ругает Андрея за полученную «тройку» по пению. |
| 3     | 25.01.1997 | «Перестановка холодильника». Клара Захаровна предлагает Татьяне передвинуть холодильник. Но все мужчины квартиры — Сергей Геннадьевич, Андрей и Василий Анатольевич — приходят домой пьяные. Потому перестановкой женщинам приходится заниматься самостоятельно. |
| 4     | 01.02.1997 | «Участковый врач». У Андрея высокая температура, и Татьяна вызвала врача, который сначала пел в туалете, потом сообщил, что у него с собой нет фонендоскопа и очков, поэтому горло сына смотрела и его дыхание Татьяна слушала сама. В итоге и таблетку, выданную врачом, съедает она тоже сама. |
| 5     | 08.02.1997 | «Ах, эти школьные уроки». Андрей пытается выполнить домашние задания, но не понимает, как сделать элементарные вещи, и каждый из его родственников тоже не понимает. В итоге вся семья собирается за одним столом, чтобы попытаться сделать сыну уроки. |
| 6     | 15.02.1997 | «Романтическое свидание». Впервые за год выдался один день, когда все члены семьи Звездуновых разошлись по делам, и Татьяна решила «пожить для себя» и пригласила своего знакомого Геннадия в квартиру провести романтический вечер. Но, как назло, вскоре вернулись все члены семьи и даже муж. |
| 7     | 23.02.1997 | «Армейские байки». В День защитника Отечества Василий Анатольевич, Сергей Геннадьевич и его друг Коля достают Клару Захаровну, Татьяну и Андрея историями о своих военных похождениях. |
| 8     | 01.03.1997 | «Приезд деверя». Перед тем, как поехать в Германию получать премию Сороса, брат Сергея Михаил заехал к Звездуновым на два дня погостить, но только Сергей рад приезду деверя. |
| 9     | 08.03.1997 | «Поздравляем с 8 марта». Сергей Геннадьевич, Василий Анатольевич и Андрей обсуждают, что подарить Татьяне и Кларе Захаровне в честь Международного женского дня. Сергей Геннадьевич даёт Андрею задание купить две гвоздички: одну — маме, а вторую — бабушке. Сам Андрей предлагает подарить женщинам их старые духи под видом новых. А дед решает купить торт и сказать, что они сами его испекли. |
| 10    | 15.03.1997 | «Андрюша едет в лагерь… Пионерский!» Андрей на лето уезжает в лагерь, что крайне злит Сергея Геннадьевича, так как он думал, что сын будет помогать ему по хозяйству. Клара Захаровна, узнав о поездке внука, вспомнила многих своих знакомых, не по своей воле попавших в лагеря. А друг Сергея Николай по недоразумению даёт Андрею несколько бутылок водки в дорогу.                              |
| 11    | 22.03.1997 | «Поездка на Багамы». Отправив сына в лагерь, Звездуновы начали обсуждать разные варианты, где бы им отдохнуть — Багамы, Канары, Таити, Сочи… Но в итоге Сергей Геннадьевич приходит к единственному возможному для всех варианту — огороду на даче. |
| 12    | 29.03.1997 | «По разные стороны баррикад». Сидя за одним столом, Клара Захаровна и Сергей Геннадьевич передают друг другу просьбы через Татьяну, так как тёща, с утра до вечера бегающая на митинги в поддержку Зюганова и против действующего режима, разошлась с зятем в политических взглядах. |
| 13    | 05.04.1997 | «Половое воспитание». Татьяна в честь 17-летия Андрея просит Сергея рассказать Андрею о том, как выстраивать интимные отношения с противоположным полом, чтобы сын не наделал фатальных ошибок. Сергей начинает свою беседу с отпрыском с историй о своих любовных похождениях, начавшихся в школьные годы.                                                                                          |
| 14    | 12.04.1997 | «Приезд подруги». К Татьяне приехала её школьная подруга Людмила, с которой она встречается лишь раз в год, а потому за стол, усыпанный яствами, садятся только они, а остальные члены семьи томятся на диване в мечтах об ужине. |
| 15    | 19.04.1997 | «Проблемы генеральной уборки». Клара Захаровна решила объявить субботу днём генеральной уборки, но Татьяна и Сергей решили не принимать в ней участия, поручив вместо себя поработать Андрею. Тёща обижается на дочь и зятя за такое решение. |

2 сезон
В этом сезоне вышло только восемь серий, но в оригинальных названиях эпизоды пронумерованы как 3-й, 8-й, 17-й, 22-й, 28-й, 31-й, 36-й и 43-й.
| Серия  | Премьера   | Краткое описание |
| ------ | ---------- | --- |
| 1 (16) | 07.10.1998 | «История № 3. Про Темура и ево каманду». Татьяна и Сергей оставляют Андрея на даче вместе с дедушкой и бабушкой. По совету отца Андрей решает помочь им, оставляя на местах своей «помощи» записки, якобы оставленные героями повести Аркадия Гайдара. |
| 2 (17) | 14.10.1998 | «История № 8. Про то, как папа строил забор». Пока семья и соседи развлекаются, Сергей Геннадьевич, отвергая чужую помощь, пытается построить забор по просьбе Клары Захаровны. |
| 3 (18) | 21.10.1998 | «История № 17. Про любовь…» Выбрасывая мусор около забора, через щель Андрей увидел соседскую девочку Катю и влюбился, из-за чего стал сначала гиперактивным, а потом погрузился в депрессию. Дед советует внуку заняться трудотерапией. |
| 4 (19) | 28.10.1998 | «История № 22. Про клубнику». Члены семьи Звездуновых по очереди дежурят, чтобы выяснить, кто у них ворует клубнику. Сергей Геннадьевич замечает, что тёща спит во время дежурств, после чего и пропадает клубника. Подозрение падает на Андрея, который под воздействием ударов ремнём берёт на себя вину, но неожиданно Сергей выясняет, кто на самом деле виноват в краже. |
| 5 (20) | 04.11.1998 | «История № 28. Про рыбалку». Андрей с отцом и дедом отправляются на рыбалку. Мужчины застревают в трясине в реке, после чего Сергей Геннадьевич и Василий Анатольевич пьют водку, а Андрей добывает дрова для костра путём поломки чужого забора. |
| 6 (21) | 11.11.1998 | «История № 31. Про зарядку». Сергей Геннадьевич и Андрей отправились в лес делать утреннюю зарядку, но вскоре заблудились в трёх соснах. |
| 7 (22) | 18.11.1998 | «История № 36. Про корт и маракуйю». Сергей Геннадьевич решает построить в саду теннисный корт и установить бассейн — как раз в том месте, где Клара Захаровна решила выращивать маракуйю и другие деликатесы. |
| 8 (23) | 25.11.1998 | «История № 43. Про Президента…» В результате спора за огород Клара Захаровна и Сергей Геннадьевич решают провести выборы Президента огорода. Клара Захаровна в число своих сторонников завербовала деда, а Сергей перевёл на свою сторону Андрея под страхом битья ремнём. |

3 сезон
Сезон проходит в городе, в двухкомнатной квартире (33 квадратных метра), а также на даче. Причём съёмки проводились не на оригинальной даче второго сезона (дом № 27 по улице Ленина, коричневого цвета, расположенный возле Казанской), а на двух совершенно непохожих других (дом серого цвета с верандой и ставнями в 1999 году и дом синего цвета совершенно другой архитектуры в 2000 году). В серии «Курортный роман» роль подружки Андрея сыграла Маргарита Митрофанова. В специальной новогодней серии «Новогодняя ёлка Звездуновых» появляются звёзды, которые играют самих себя: Владимир Жириновский, группа «Стрелки», Иван Усачёв, также в этой серии Отар Кушанашвили сыграл голого мужчину, выбегающего из квартиры Усачёва. В серии «Береги автомобиля» Валдис Пельш играет самого себя и пародирует телешоу «Угадай мелодию». В серии «Малыш и его К°» Кушанашвили сыграл роль театрального режиссёра, а Митрофанова появляется в образе актрисы, играющей в спектакле роль Малыша из трилогии о Карлсоне.
| Серия   | Премьера   | Краткое описание |
| ------- | ---------- | --- |
| 1 (24)  | 04.12.1999 | «Рэкет». Не сумев развести на деньги хваставшегося на весь поезд повышением зарплаты Сергея Геннадьевича из-за внезапно нагрянувшего милиционера, ехавший с ним в одном вагоне бандит Миха превращает в свою «шестёрку» Андрея и отправляет того с помощью горячего утюга собирать «дань» с имеющих деньги дачников. После двух относительно успешных вымогательств Андрей получает задание ограбить своего отца. |
| 2 (25)  | 11.12.1999 | «Рыболов-спортсмен». Андрей под контролем отца и успевшего взволновать Клару Захаровну соседа Михаила Евграфовича учится азам рыболовства, один из которых — терпение — Сергей Геннадьевич развивает у сына, заставляя того долго не справлять малую нужду. |
| 3 (26)  | 18.12.1999 | «Родная кровь». К Татьяне в гости приезжает кузен — малахольный писатель Михаил, пытающийся в российский быт внедрять причуды западного мира. Сначала интеллигент раздражает только Сергея Геннадьевича, крайней степенью озлобленности которого являются избиения Михаила, но вскоре и остальные члены семьи устают от навязчивого родственника. |
| 4 (27)  | 25.12.1999 | «Курортный роман». Татьяна встречает мужчину, который предлагает ей встретиться в полночь у колодца для начала курортного романа. Мужчина является товарищем Сергея Геннадьевича по рыбалке. Ни Татьяна, ни её новая страсть об этом не подозревают. Тем временем Сергей тоже хочет присоединиться, предлагая рыбаку попросить прийти свою возлюбленную с подругой. Узнав об этой просьбе, в качестве подруги на встречу хочет прийти Клара Захаровна. |
| 5 (28)  | 31.12.1999 | «Новогодняя ёлка Звездуновых» («Семья-2000»). Семья Звездуновых встречает Новый год. Сначала Дед Мороз дарит Андрею три Chupa Chups'а вместо обещанного компьютера, который по стечению обстоятельств дарит Владимир Жириновский. Сергей Геннадьевич же приходит в гости к Ивану Усачёву и зажигает без штанов с группой «Стрелки», после чего это записанное Усачёвым на камеру веселье против воли Сергея попадает в программу «Вы — очевидец». |
| 6 (29)  | 01.01.2000 | «Визит доктора». Андрей простудился, и Татьяна принимает решение вызвать врача. В ожидании медика парень дышит над кастрюлей с предназначавшейся для отца картошкой и ненароком съедает её. Врач же советует Андрею в прямом смысле плевать на проблемы, а также даёт ему в качестве лекарства пуговицу и, осознав позже свою ошибку, заменяет её на «кремлёвскую таблетку». |
| 7 (30)  | 08.01.2000 | «Летний призыв». В преддверии 18-летия Андрея члены семьи Звездуновых начинают думать о том, как подготовить парня к армейской службе или «отмазать» от неё. Внезапно выясняется, что соседом семьи является начальник военкомата. |
| 8 (31)  | 15.01.2000 | «Космический волк». Сергей Геннадьевич отправился играть в теннис со своим знакомым, который обещал сделать ему гараж. Но игра не состоялась, так как Андрей заменил ракетку в футляре Сергея на хлопалку, а ракетку, в свою очередь, сломала Клара Захаровна, выбивая пыль с ковра. Именно в этот стрессовый для семьи Звездуновых момент к ним приезжает брат Сергея — космонавт Михаил. |
| 9 (32)  | 13.07.2000 | «Купите дедушку». Татьяна решила заработать двести рублей, приютив на неделю в комнате Клары Захаровны соседского дедушку, в то время как та должна будет переселиться в спальню Сергея и Татьяны. Андрей же говорит бабушке, что её собираются отправить в дом престарелых, а потом в крематорий. |
| 10 (33) | 20.07.2000 | «Маньяк у обочины». Семью Звездуновых высадили из поезда за безбилетный проезд, в результате чего они оказались на поляне, где Сергей Геннадьевич коротает время, бросая ножи и вилки в дерево, около которого стоит Андрей. Затем младшего члена семьи отправляют в лес нарубить деревья для дров, где Андрей находит мужчину с кляпом во рту, привязанного к дереву. |
| 11 (34) | 27.07.2000 | «Гамлет, принц дачный». Вместо каникул летом Андрею придётся пересдавать экзамен по литературе, так как он не смог ответить на вопросы о трагедии Шекспира «Гамлет». В поисках этой пьесы Сергей Геннадьевич отправляется к ларёчнику Тофику, влюблённому в Татьяну. Тофик подбивает Сергея украсть книгу из библиотеки, при этом он звонит в милицию, и капитан Мигро берёт Звездунова с поличным. Тофик, пока Сергей в милиции, пытается подбивать клинья к Татьяне, а с Андреем общается ожившая фотография отца: Сергей рассказывает о дьявольском умысле Тофика и призывает мстить.      |
| 12 (35) | 03.08.2000 | «Секунданты решают всё». В преддверии поступления в институт у Андрея появились репетиторы по литературе и математике. Оказалось, что они знакомы друг с другом ещё со студенческих времён — один у другого девушку увёл. Обиды прошлых лет остались свежи, и мужчины решают устроить дуэль. Секундантами становятся Сергей Геннадьевич и Андрей. |
| 13 (36) | 10.08.2000 | «Джентльмены у дачи». Прослушав бабушкины рассказы про некого Бабыкина, спрятавшего клад, Андрей на чердаке случайно находит карту сокровищ Бабыкина и понимает, что клад спрятан на территории вблизи их дачи. Андрей и Сергей Геннадьевич начинают поиски, но по их следу идёт участковый — сын того самого Бабыкина. |
| 14 (37) | 17.08.2000 | «Смотрины». Устав от постоянных пьянок и рыбалок Сергея Геннадьевича, который отказывается от любой работы по дому, Клара Захаровна даёт объявление о поиске нового зятя. Первым на кастинг приходит кавказец-таксист Миша (Ашим). Но, возвращаясь после ловли рыбы, Сергей видит злополучное объявление и решает проучить тёщу. |
| 15 (38) | 24.08.2000 | «Находка для шпиона». Сергей Геннадьевич и остальные члены семьи срочно покидают дачу, так как Сергей ждёт звонок от начальства, от которого решится, назначат ли его руководителем отдела (мобильный телефон Звездунов позволить себе не может, потому и спешит добраться до квартиры). В пути до поезда Сергей устаёт и ложится на время на землю, после чего находит мобильник, на который кто-то звонит. |
| 16 (39) | 07.09.2000 | «Один день Ивана Денисовича». Семья Звездуновых ужасается тому, кого выбрали в председатели дачного кооператива: Иван Денисович устроил тоталитарный режим — ежедневно отключает людям свет, газ и воду, без зазрения совести берёт чужие вещи и фамильярничает. Из мести Андрей делает пугало председателя, после чего бабушка сдаёт внука в обмен на ресурсы. Радостный Сергей Геннадьевич признаёт, что ради комфорта можно предавать близких, но опыт Ивана Денисовича и тёщи покажет последствия соблюдения данной теории.                                                               |
| 17 (40) | 14.09.2000 | «Собака Звездуновых». Пока Андрей в пионерском лагере, а Татьяна уехала его проведать, странные вещи стал замечать Сергей Геннадьевич: по ночам на кухне стоит горячий суп, от приготовления которого открещивается Клара Захаровна, а за окном звучит собачий вой. Таинственный незнакомец в капюшоне, магическим образом лишивший Сергея водки в бутылке, не выливая и не выпивая её, рассказывает ему о собаке, охотящейся на людей с фамилией Звездунов. Боясь идти домой в одиночку, Сергей обращается к своему другу Михаилу Евграфовичу с просьбой проводить его и переночевать с ним. |
| 18 (41) | 12.10.2000 | «Психоаналитик. Часть 1-я». Понимая, что сложности во взаимоотношениях с Сергеем достигли наивысшей степени, Татьяна обращается к психоаналитику Иллариону Владиленовичу с просьбой помочь найти решение семейных проблем. Узнав, что Сергей Геннадьевич ненавидит психоаналитиков и идеями Фрейда и Юнга не вдохновляется, доктор решает прийти к Звездуновым домой под видом специалиста по ремонту квартир. |
| 19 (42) | 12.10.2000 | «Психоаналитик. Часть 2-я». Недовольный тем, что Илларион Владиленович халтурит, просто махая кистью по воздуху вместо настоящего ремонта, Сергей Геннадьевич посылает того штукатурить стены в своей комнате, но Клара Захаровна замечает, как он роется в столе главы семейства, после чего лжештукатура связывают и вставляют в рот кляп. |
| 20 (43) | 02.11.2000 | «Наезд». Сергей Геннадьевич на своём «Запорожце» случайно врезался в соседский джип и скрылся с места аварии. Понимая, что его теперь ждёт расплата, он решил залечь на дно. Узнав, что соседа с таким же автомобилем, как у него, положили в багажник и увезли, Сергей понимает, что бандиты обознались и рано или поздно найдут его, а потому надо срочно сбегать из города. |
| 21 (44) | 16.11.2000 | «Отец невесты. Часть 1-я». Сергей и Андрей возвращаются из путешествия в Сочи. Сергей Геннадьевич настойчиво просит сына молчать о неких его похождениях в обмен на приставку Sony PlayStation 2. Неожиданно в поисках Звездунова приезжает незнакомец и начинает бить Сергея, который думает, что это сосед, которого он залил. На деле же выясняется, что это отец девушки, которую якобы «обрюхатил» Звездунов. Но не Сергей, а Андрей! |
| 22 (45) | 16.11.2000 | «Отец невесты. Часть 2-я». Отец невесты Андрея, Михаил Григорьевич, торгуется со Звездуновыми о «возмещении причинённых неудобств», но понимая, что Михаил требует слишком много денег, Сергей Геннадьевич предлагает сыграть свадьбу. Тем временем выясняется, что Клара Захаровна, то и дело бегавшая пить корвалол, на самом деле употребляла дешёвый, пахнущий клопами коньяк, оттого и захмелела. |
| 23 (46) | 14.12.2000 | «Репетитор». Андрей получил «двойку» по английскому языку, в результате чего Татьяна была вынуждена нанять в качестве репетитора пижона Михаила, с которым у неё были романтические отношения, потому его недолюбливает Сергей Геннадьевич. |
| 24 (47) | 14.12.2000 | «Береги автомобиля!». Сергей Геннадьевич вместе со своим другом Леопольдом играет в домино и просит того дать на время Андрею свой Dodge Caravan, чтобы тот на нём съездил в магазин за продуктами. Но Леопольд отказывает, так как машина в этот момент используется Валдисом Пельшем как приманка для обывателей, желающих сыграть в лохотрон, одним из участников которого волею случая становится Андрей… и выигрывает! |
| 25 (48) | 21.12.2000 | «Малыш и его К°. Часть 1-я». Андрей достал родителей просьбой купить ему собаку на фоне того, что он бросил своего хомячка в кастрюлю с борщом, и Клара Захаровна его съела. Татьяна решает пригласить за 200 рублей своего знакомого, актёра Паримана, который сыграет Карлсона перед Андреем и тем самым докажет ему, что животные всюду мусорят и хулиганят. |
| 26 (49) | 21.12.2000 | «Малыш и его К°. Часть 2-я». После встречи Андрея и Паримана в комнате произошёл погром, Андрей порвал дембельский альбом отца, которым тот хвастался всё время, а Париман разбил вазу Клары Захаровны. После возвращения домой родители шокированы беспорядком и узнают, что Андрей выбросил актёра из окна, ожидая, что тот полетит как Карлсон. |

4 сезон
С 4 сезона сериал стал выходить на СТС. Всё действие проходит на даче. В этом сезоне Андрей не появляется, зато к семье Звездуновых неожиданно приезжает двоюродный брат Сергея Геннадьевича, Николай (Олег Комаров), уволенный из армии.
| Серия  | Премьера   | Краткое описание |
| ------ | ---------- | --- |
| 1 (50) | 06.10.2003 | «Возвращение Бармалея». Пёс Звездуновых Тайсон напугал почтальона, в результате чего тот залез на дерево, поругался с прибывшей на шум Кларой Захаровной и убежал от получившего команду «Фас!» животного, в итоге от предназначавшейся Звездуновым телеграммы остались одни ошмётки. Затем Сергей, Татьяна и её мама пытаются отгадать, о чём сообщение, а в это время некий мужчина ищет дом Сергея Геннадьевича.                                               |
| 2 (51) | 07.10.2003 | «Почтальон стучит дважды». После того, как Клара Захаровна, волнуясь за жизнь Сергея, ударила его двоюродного брата Николая по голове, тот находится без сознания, и Звездуновы начинают подозревать, что тот уже «жмурик». Сергей Геннадьевич и Татьяна решают вынести тело за забор, но в поисках другого тела приходит участковый: он ищет пропавшего фельдшера.                                                                                               |
| 3 (52) | 08.10.2003 | «Приподнятая целина». Клара Захаровна даёт Сергею Геннадьевичу и Николаю кучу заданий, но из-за шума самолётов мужчины толком ничего не услышали и сделали всё наоборот, в результате чего срубили яблони, растоптали помидоры, половину сарая сожгли, а половину выкинули на свалку. Недовольная тёща даёт Сергею и его брату один день, чтобы всё исправить. |
| 4 (53) | 09.10.2003 | «Женитьба Николая». Увидев, сколько времени Николай проводит за чтением эротических журналов, Клара Захаровна понимает, что Николаю надо срочно жениться, и предлагает в качестве невесты свою ровесницу весом 116 кг. Татьяна же настаивает на своей подруге Вере, которая ушла от Чморидзе, который её ко всем ревновал. Татьяна пытается организовать свидание Николая и Веры.                                                                                 |
| 5 (54) | 10.10.2003 | «Хождение по лесу». Клара Захаровна, Сергей Геннадьевич и Николай вечером решили, что на следующий день пойдут в лес. Но поскольку мужчин не удаётся разбудить ни криками, ни будильником, ни даже тромбоном, Клара Захаровна решила идти за грибами одна, но, увидев, что соседи уже разобрали грибы лукошками, телегами, машинами и даже самолётами, понимает, что лучше идти домой. Оказалось, что за это время Сергей и Николай уже ушли в лес и заблудились. |
| 6 (55) | 13.10.2003 | «Пиковая бабка». Николай просит Клару Захаровну научить его выигрывать в «Дурака», и та ему под видом гарантированно успешной стратегии игры даёт алгоритм, описанный в «Пиковой даме» Пушкина. В результате Николай проигрывает соседям Митричу и Кузьмичу Сергея Геннадьевича в рабство. Чтобы спасти зятя, тёща решает отыграться за Николая и ставит на кон свою дочь.                                                                                        |
| 7 (56) | 14.10.2003 | «Трудоустройство». Звездуновы недовольны, что Николай гостит уже три месяца, но при этом до сих пор не начал искать работу. Понимая, что в армии Коля научился только воровать (за что его и уволили) и одеваться/ раздеваться за 45 секунд, Сергей Геннадьевич решает превратить Николая из офицера в стриптизёра по примеру Тарзана. Тем временем к Звездуновым приезжает в гости их богатый знакомый Алексей, на которого мечтает работать сам Сергей.         |

5 сезон
Данный сезон резко отличается от «классических», так как является ситкомом: каждая серия снималась в студии в присутствии зрительного зала. Подросший Андрюша поступает в техникум (здесь сериал перекликается со своим ответвлением «Вне родных квадратных метров»), пытается овладеть новой профессией, занимается бизнесом и ходит по ночным клубам, а у Сергея Геннадьевича неожиданно появляется дочь Света (Анна Цуканова). Игравший роль Николая в прошлом сезоне Олег Комаров появляется в роли актёра Олега. В сериале также принимали участие Отар Кушанашвили (3-й раз, в роли кавказца), Валдис Пельш (2-й раз, камео), Александр Цекало (в роли проповедника), Сосо Павлиашвили (в роли Ганса), Сергей Минаев (в роли начальника Светы), Иван Ургант (в роли натуралиста), Амаду Мамадаков (в роли Хусанбая) и Егор Титов (камео).
| Серия   | Премьера   | Краткое описание |
| ------- | ---------- | --- |
| 1 (57)  | 05.05.2004 | «Акула пера». Сосед Звездуновых, анестезиолог Михаил, сменил врачебную деятельность на журналистскую и стал редактором газеты, работающей в жанре светской хроники. Он предложил Андрею внештатно попробовать свои силы в газете, взяв интервью у Валдиса Пельша. Андрей задал банальные вопросы, на которые получил аналогичные ответы, но Клара Захаровна посоветовала внуку включить фантазию и добавить в ответы шоумена то, что он не говорил. |
| 2 (58)  | 06.05.2004 | «Амнезия». Сергей Геннадьевич встаёт на табуретку, чтобы положить в настенный шкафчик бутылку водки, но теряет равновесие и падает на пол, в результате чего теряет память. Сосед Михаил советует Сергею самому пытаться вспоминать самое прошлое и, пользуясь ситуацией, врёт больному о сумме его долга. Таким же образом и члены семьи Звездуновых пытаются для личной выгоды использовать амнезию Сергея. |
| 3 (59)  | 07.05.2004 | «Любовь нечаянно как грянет…». Сначала Андрей голодал неделю, а потом за один присест съел все запасы пищи и выпил отцовское пиво. После осмотра Андрея Михаил подозревает, что у Андрея что-то не так с нервной системой, бабушка же предполагает, что помешательство внука может быть вызвано влюблённостью в 35-летнюю соседку Валентину, при упоминании которой Андрей краснеет. |
| 4 (60)  | 11.05.2004 | «Клуб „Какаду“». Недовольная тем, что Андрей стал завсегдатаем ночного клуба, после посещения которого его речь напоминает лексику Бивиса и Баттхеда, Татьяна просит Сергея прийти в «Какаду» и проконтролировать, чтобы с Андреем в клубе не произошло никаких неприятностей. Сергей одевается «по-молодёжному» и приходит в это заведение, где встречает Михаила и начинает с ним пить алкоголь и кадрить девушек, не замечая, как Андрея избивают. |
| 5 (61)  | 12.05.2004 | «Знакомство с родителями». Сергей Геннадьевич в поисках своей институтской зачётки находит женские чулки и думает, что их Татьяна надевает для другого мужчины, сама же она находит стринги и, подозревая неверность мужа, выгоняет его из дома. В это время в квартиру Звездуновых в поисках Сергея звонится юная девушка. Татьяна, думая, что это его новая пассия, не пускает её. А Сергей тем временем ушёл жить к Михаилу. |
| 6 (62)  | 13.05.2004 | «Ложный вызов». Паникуя от приезда внебрачной дочери Сергея Геннадьевича Светланы, Сергей, Татьяна и Клара Захаровна по собственной неосторожности получают травмы рук, ног и шеи соответственно. Видя выпитую бутылку коньяка, Звездуновы подозревают, что Света болеет алкоголизмом, и вызывают психолога. |
| 7 (63)  | 14.05.2004 | «Генеральная угроза». Татьяна затеяла генеральную уборку, но все, кроме Светы, ушли по своим делам. По этой причине Татьяна просит падчерицу помыть посуду, которую та разбивает, и протереть шкаф, который та опрокидывает. Пытаясь сохранить спокойствие, Татьяна даёт Свете последнюю попытку проявить себя по хозяйству, поручая выбросить мусор. При попытке Светы выйти из квартиры дверь рухнула, но оказалось, что это не её вина. |
| 8 (64)  | 17.05.2004 | «В тихом омуте». Татьяна поражена тому, что каждые пять секунд в квартиру Звездуновых звонят мужчины, которые хотят пообщаться со Светой, ведь девушка всего три дня в городе, и если у неё уже столько знакомых противоположного пола, значит, она не скромница, какой всем казалась, а вертихвостка. Сергей Геннадьевич и Клара Захаровна пытаются успокоить Татьяну, которая постепенно доходит до истерики. |
| 9 (65)  | 18.05.2004 | «Гены не врут». Андрей возвращается домой, но Света его не пускает, думая, что это «лимитчик», пришедший в поисках дармовой жилплощади. Впоследствии Андрею удаётся попасть в квартиру, и родители объясняют ему, что Света — его сестра, но Андрей считает девушку обманщицей. По совету Михаила Звездуновы сдают тесты на ДНК. |
| 10 (66) | 19.05.2004 | «Андрейкин бизнес». Михаил уезжает на полгода в командировку военным врачом в Анголу и поручает Звездуновым следить за квартирой. Тем временем Андрей мечтает, чтобы Света хотя бы на время съехала с их квартиры, чтобы проведать маму, но у Светы нет денег на дорогу до Барнаула. У Андрея находится решение финансовой проблемы: он ставит в однушке Михаила шторки и с их помощи превращает её в трёхкомнатную и сдаёт. Но неожиданно из-за очередной революции в Анголе Михаил возвращается домой. |
| 11 (67) | 20.05.2004 | «Хочешь похудеть, спроси…». Татьяна переживает из-за того, что потолстела на полтора килограмма, и просит Сергея купить ей велотренажер. Ради этого Сергей решает продать свадебный подарок — машину деда Василия. Но Клара Захаровна выступает резко против этого и предлагает продать украшение, являющееся подарком другого Василия — второго мужа тёщи. На деньги от продажи драгоценности Сергей покупает Татьяне абонемент на полгода в фитнес-клуб. |
| 12 (68) | 21.05.2004 | «Опиум для народа». Кларе Захаровне, волею Сергея Геннадьевича оставшейся без телевизора, охмуряет голову проповедник, отец Алоизий, и заманивает в секту. Увидев псевдорелигиозную литературу, а также узнав, что Света взяла у Михаила денег бабушке на лекарства (на самом деле на косметику, так как Татьяна предварительно отняла её у падчерицы), Сергей Геннадьевич думает, что сектанткой стала Светлана. |
| 13 (69) | 24.05.2004 | «Бедный сантехник». Сантехник Семён, которого вызвали Звездуновы, чтобы починить кран, по ошибке пришёл в квартиру Михаила. После того, как Михаил прогнал водопроводчика, он в халате и без штанов вышел из квартиры, чтобы повесить записку, что он там живёт, но дверь захлопнулась. Михаил приходит к Звездуновым и, увидев Семёна, просит того перелезть через балкон, залезть в квартиру Михаила и открыть ему дверь. Тем временем домой приходит Сергей и встречает не успевшего уйти Михаила. Внешний вид соседа наводит Сергея на подозрения, что Татьяна ему «наставляла рога». Серия является аллюзией на фильм «Налево от лифта», где также есть сцены захлопывающихся дверей и перелезания через соседский балкон. |
| 14 (70) | 25.05.2004 | «Подруга молодости». К Татьяне в гости приезжает одноклассница Ирена Сульцман. Женщина понравилась Сергею Геннадьевичу и, на его удачу, пригласила его в ресторан. Но, к сожалению для Сергея, в ресторан также пришёл Михаил, который тоже решил бороться за сердце Ирены. |
| 15 (71) | 26.05.2004 | «Самофинансирование». После того, как Сергей Геннадьевич взбунтовался против ношения его тапок Кларой Захаровной, а Татьяна припомнила Свете пользование её косметичкой, Звездуновы решили ввести в семье систему товарно-денежных отношений: каждый член семьи имеет свою зону влияния в квартире, и если кто-то хочет воспользоваться благами чужой зоны, он должен заплатить определённое количество «звездецей» (валюта семьи Звездуновых, банкнота в один «звездец» напоминает 1 $ с лицом Сергея вместо Джорджа Вашингтона). |
| 16 (72) | 27.05.2004 | «Московский пленник». У Светы появился репетитор по английскому языку, в которого Сергей Геннадьевич, будучи подшофе, врезался и разбил фару. По этой причине виновник аварии требует у прячущегося в его квартире учителя новую фару. Пока Сергей ходит к Михаилу за топором, чтобы пробраться в ванную, где прячется репетитор, тому при содействии других членов семьи Звездуновых удаётся сбежать. Но забытый в квартире ридикюль вынуждает его вернуться в «логово врага». |
| 17 (73) | 28.05.2004 | «Индиана Ганс». Звездуновы получают письмо из Германии, в котором сообщается о причитающемся Татьяне наследстве, полагающемся ей от правительства за службу деда Василия в ГДР. Прибывший в тот же миг сослуживец Василия по ГДР Ганс объяснил семье, что они получают в наследство не описанную в письме собственность, а долги, которые появились из-за того, что советские солдаты и офицеры во время отбытия из ГДР присвоили себе немецкое имущество, в частности, полученная Василием стиральная машина в пересчёте на современные курсы валют стоит 11 тысяч евро. После шокирующей новости семья обращается в Министерство обороны РФ.                                                                                  |
| 18 (74) | 31.05.2004 | «Мешок». Мужчина, представившийся собутыльником Сергея Геннадьевича, оставил ему на хранение до вечера целый мешок с навозом игуаны. Поскольку на балконе хранить этот помёт нельзя из-за риска испортить его содержимое солнечными лучами и ветром, оставить его приходится прямо в гостиной. Звездуновы, пытаясь угадать, что прячется в вонючем пакете, доходят до страшного предположения: им кажется, что это разделанный труп гаишника, лишившего Сергея прав. |
| 19 (75) | 01.06.2004 | «Музыкальный ринг». Звездуновы мучаются из-за соседского мальчика Павлика, круглосуточно играющего на пианино «Лунную сонату» Бетховена. Сначала Сергей Геннадьевич предлагает маме юного музыканта 1000 рублей, чтобы он перестал играть, затем мелом от тараканов пишет на стене возле квартиры оскорбления в адрес композиторов, после даёт объявление о готовности соседей отдать пианино в хорошие руки. Но соседи всё равно не сдаются. |
| 20 (76) | 02.06.2004 | «Выборы управдома». В управдомы баллотируются Клара Захаровна и Михаил Григорьевич. Угостив Сергея медицинским спиртом и дав возможность Татьяне бесплатно сходить в салон красоты, Михаил побеждает свою конкурентку с перевесом в два голоса. Но тёща Сергея Геннадьевича не сдаётся и, изгадив дом мусором и настенными надписями, добивается снятия Михаила с должности как не справившегося с обязанностями. Подходит черёд перевыборов. |
| 21 (77) | 03.06.2004 | «Волшебная сила искусства». Клара Захаровна пишет роман от первого лица. Сергей Геннадьевич же, прочитав её рукописи, верит написанному и думает, что тёща собралась помирать, а своё наследство — несколько килограммов бриллиантов — она решила завещать соседу-доктору. Сергей немедленно становится вежливым и обходительным по отношению к тёще, а Михаила он просит приударить за Кларой Захаровной. |
| 22 (78) | 04.06.2004 | «Вешалка начинается с театра…». Света без спроса одевает кофточку Татьяны, после чего её нанимают на работу секретаршей, а затем новый работодатель приглашает её на спектакль Романа Виктюка. Подозревая дурные намерения со стороны шефа, Татьяна и Сергей тоже решают сходить на спектакль. Через Михаила Сергей достаёт контрамарки, но появляется проблема: некий кучерявый пижон на своём автомобиле въехал в лужу, которой обрызгал Сергея Геннадьевича, из-за чего тому приходится идти в театр в футболке и шортах Андрея. |
| 23 (79) | 07.06.2004 | «Аты-баты, шли в солдаты». Сергей Геннадьевич получает повестку с призывом на военные сборы. Пока Клара Захаровна ёрничает, что раз зятя призывают, значит, он либо вообще не служил, либо дезертир, Татьяна безуспешно просит Михаила как доктора «отмазать» мужа от армии. Он отказывает, мотивируя тем, что Сергей явно здоров. Стоит главе семейства уйти на призывной пункт, как Михаил немедленно ищет способы подбить клинья к Татьяне. |
| 24 (80) | 08.06.2004 | «Подопытная свинка». Сергей Геннадьевич заставляет Андрея найти работу на время каникул в техникуме, и тот устраивается к Михаилу за 300 рублей работать «подопытной свинкой» — принимать таблетки для похудения и фиксировать возникающие побочные действия. Из-за страха Андрей сам таблетки не принимает, а заставляет своих родственников под разными предлогами их употреблять, в результате чего Сергей Геннадьевич начинает бояться алкоголя, Татьяна с утра до вечера валяется на диване и хочет водки, а Клара Захаровна становится богатыршей. |
| 25 (81) | 09.06.2004 | «Страусиное яйцо». Андрей положил в холодильник страусиное яйцо (так как это единственное место в квартире, где есть рабочая лампочка) и перекинул провода на прогрев, из-за чего лежавшая в холодильнике бутылка кофейного ликёра Сергея Геннадьевича нагрелась и лопнула. В отместку Сергей вместо Андрея подписал с натуралистом договор на хранение этого яйца, которое стоит 18 тысяч долларов. Сергей спрятал ценный предмет в шкаф Михаила и как всегда начал с ним пить. Но к ужасу Сергея оказалось, что в процессе пьянки они съели яйцо в качестве закуски. |
| 26 (82) | 10.06.2004 | «Привет, я ваша тётя!». Михаил собирается на встречу выпускников Ленинградского медицинского института и при этом неожиданно узнаёт, что к нему приезжает тётя, которую он не видел больше тридцати лет. Михаил просит Сергея Геннадьевича притвориться им перед тётей, пока он будет отдыхать со своими одногруппниками. Вживлению Сергея в образ соседа мешают сложность в запоминании имён родственников доктора, а также желание каждого члена семьи Звездуновых взять у Михаила спички. |
| 27 (83) | 11.06.2004 | «Уходя — уходи». Во время ссоры с Сергеем Геннадьевичем Клара Захаровна в порыве гнева разрывает его билет на футбол, в знак протеста Сергей уходит из дома и на несколько дней решает поселиться у Михаила, с которым устраивает распитие пива. Пьянку мужчин прерывают приходы к Михаилу Татьяны, а потом и Клары Захаровны, во время которых Сергей прячется за диваном. Так глава семейства Звездуновых узнаёт, что две самые родные ему женщины предпочли бы ему Михаила в качестве мужа и зятя соответственно. |
| 28 (84) | 15.06.2004 | «Заморские гости». После ярких рассказов Михаила о его путешествиях за рубеж Андрей ворует деньги из отцовской свиньи-копилки, на которые он купил шоколадки, фантики от которых он собирал, чтобы выиграть поездку за границу. Но наказание сына не состоялось, так как к Сергею приехал его армейский товарищ, узбек Хусанбай. Он договорился с Сергеем, что погостит у него некоторое время, а потом пригласит всю семью Звездуновых к себе домой в Бухару. Но планы у Хусанбая каждый день меняются, а Звездуновы ждут — не дождутся заграничного путешествия. |
| 29 (85) | 16.06.2004 | «Зигзаг удачи». Звездуновы тратят кучу денег на лотерейные билеты, но ничего не выигрывают. После очередного проигрыша семье поднимает настроение Михаил, подарив очередной билет, который выигрывает сто тысяч рублей. Звездуновы решают не делиться с соседом выигрышем, но, чтобы притупить чувство вины, дарят ему свои тазик и бьющую током мясорубку. Затем оказалось, что Клара Захаровна ошиблась, проверяя билет, и выигрыша нет. Дабы отомстить соседу за такой облом, семья решает подарить Михаилу билет на следующий тираж. |
| 30 (86) | 17.06.2004 | «Вперёд, Россия!». Сергей Геннадьевич не смог накопить две тысячи рублей на билет на Чемпионат Европы по футболу 2004 в Португалии, зато он отложил 250 рублей, на которые купил кучу бутылок лимонада, под одной из крышек от которых должен быть знак, сулящий приз — два билета на чемпионат. Пока Клара Захаровна, Татьяна и соседка Валентина пытаются найти выигрышную крышку, Сергей, Михаил и их товарищ, актёр Олег, придумывают футбольные кричалки (Сергей и Михаил — в надежде, что поедут вместе, а Олег — за бутылку). |

Последний эпизод сериала вышел 17 июня 2004 года, спустя неделю газета «Новые Известия» сообщила, что канал СТС планировал заказать у компании «Амедиа», снявшей пятый сезон, продолжение, но из-за творческой усталости актёров от проекта его было решено закрыть.
Серии, не показанные на ТВ
В 1999 году в Нижневартовске по заказу «Тюменской нефтяной компании» (ТНК) были отсняты два не предназначенных для показа по федеральному телевидению эпизода под общим названием «Нефтяная лихорадка», с юмором популяризировавших деятельность спонсора. Роль банкира Джумберта в первой из непоказанных серий исполнил Отар Кушанашвили.
| Серия  | Премьера на YouTube | Краткое описание |
| ------ | ------------------- | --- |
| 1 (87) | 22.01.2016          | Сергей Геннадьевич вместе со своим сыном пришёл в гости в банк к своему знакомому Джумберту, где Андрей, недолго думая, засунул в шредер доллары из кейса, валявшегося под столом Джумберта, надеясь превратить «нал» в «безнал». В результате этого Звездуновы оказались должны вернуть за месяц сумму, которую, с их доходами, им не заработать и за всю жизнь. Спасение находится весьма неожиданно: знакомый Сергея, Михаил, предлагает ему с сыном стать нефтяниками. |
| 2 (88) | 22.01.2016          | Обеспокоенная тем, что Андрей по воле отца, не понимающего, как делать пробы грунта, его ест, Татьяна просит Клару Захаровну съездить в Нижневартовск и привезти внуку пирожков. Вскоре Андрей совершит воистину геройский поступок — закроет своим телом дырку в трубе. |

## Вне родных квадратных метров
«Вне родных квадратных метров» — спин-офф сериала про Андрея Звездунова, ставшего студентом Техникума международного менеджмента и компьютерных технологий в городе Нудинске. Производством занималась телекомпания VBA. Авторами сценария выступили Максим Туханин, Иван Филиппов, Дмитрий Зверьков. Режиссером сериала был Андрей Бочаров. Съёмки проходили в Екатеринбурге и Москве. Сериал выходил на канале «ТВ-6» с 21 апреля по 23 июня 2001 года по субботам в 19:25/19:20/18:25/18:00/17:25. По словам Андрея Бочарова, было снято 20 серий, однако на «ТВ-6» вышло лишь 10 эпизодов, где сериал перестал выходить по причине смены программной политики телеканала с развлекательной на общественно-политическую. В данной версии сериал транслировался один раз.
В сериале играли звёзды команды КВН «Уральские пельмени»: Андрей Рожков (бывший связист Пётр Шмаков), Ольга Захарова (Ольга Чебурекова), Дмитрий Брекоткин (Илья Валентинович), Сергей Нетиевский (ректор, доктор, Джордж Патрик), Вячеслав Мясников (Свистиков), Дмитрий Соколов (бывший ухажёр Ольги), Максим Ярица (Ефим Шельман), Сергей Светлаков (сценарист Филиппов) и Сергей Ершов (сценарист Зверьков).
С 4 апреля по 2 мая, а также с 14 августа по 2 октября 2004 года на канале «ДТВ-Viasat» выходила расширенная версия сериала под названием «Приключения сынульки Звездунова». В данной версии были добавлены второстепенные сцены, вырезанные при монтаже для показа на «ТВ-6», изменена последовательность серий, а вместо вставок о будущей жизни главного героя из разных годов была добавлена ещё одна основная сюжетная линия — интервью 2051 года, где постаревший Андрей Звездунов, ставший профессором, рассказывает журналисту издания «ЖОПЛ» («Жизнь Очень Популярных Людей») о своей учёбе в техникуме. Роль журналиста исполнил Александр Толоконников. Авторами сценария этой сюжетной линии были Андрей Бочаров и Александр Толоконников. 
С 14 по 26 декабря 2007 года и с 8 по 27 сентября 2008 года данная версия транслировалась на канале «Настоящее смешное телевидение».
Релиз сериала на VHS и DVD не осуществлялся.
Ниже приведён список серий, показанных на «ТВ-6».
| Серия | Премьера   | Краткое описание |
| ----- | ---------- | --- |
| 1     | 21.04.2001 | «В круге первом». Чтобы скрыться от военкомата, Андрей Звездунов переезжает в Нудинск, где пытается поступить в Техникум международного менеджмента и компьютерных технологий. В очереди на экзамены он встречает двух абитуриентов — демобилизовавшегося Петра Шмакова и не сумевшую стать проституткой Ольгу Чебурекову. Не пройдя вступительные испытания, Звездунов не сдаётся и находит решение, как ему точно поступить в техникум.                                       |
| 2     | 28.04.2001 | «Ночь накануне утра». Звездунов даёт взятку Илье Валентиновичу — бутылку водки, чтобы тот заселил его, Шмакова и Чебурекову в одну комнату в общежитии, хотя сама Оля не в восторге от этой идеи. Ночью Андрей решает поиздеваться над Петром, закрыв дверь на засов, пока тот ходит наполнять чайник водой. Также Андрей налаживает подпольный бизнес — продажу водки соседям.                                                                                                 |
| 3     | 05.05.2001 | «День рождения Оли». В честь своего 18-летия Чебурекова получает от своих соседей по комнате буханку круглого хлеба с нанесённой на неё майонезом цифрой «18» и куклу из секс-шопа. В это время Андрей, Пётр и Илья Валентинович осознают, что влюблены в Ольгу, которую по всему городу ищет её бывший ревнивый ухажёр, фотографию которого в своей рамке она сменила на портрет Путина.                                                                                       |
| 4     | 12.05.2001 | «Розыгрыш». В День смеха Звездунов разыгрывает своих друзей: обливает Олю уксусом, а Петру на лбу пишет слово «Путин», а на спине надпись «Я хачу чебурек ову». Затем он подбривает Шмакову усы до размера растительности под носом Гитлера, а на экзамене по менеджменту Андрей так достаёт Илью Валентиновича своими попытками слить ему компромат на Шмакова, что тот ставит ему оценку «хорошо». Вечером шутник получает письмо от военкомата, и настроение героя меняется. |
| 5     | 19.05.2001 | «Конкурс». Звездунов, Шмаков, Чебурекова и Свистиков участвуют в конкурсе, победа в котором сулит бесплатное годовое обучение в Принстонском университете. Для этого надо поразить знаниями английского языка представителя этого учебного заведения Джорджа Патрика. Конкуренция разворачивается нешуточная: каждый мечтает попасть в США, но языка этой страны участники соревнования почти не знают.                                                                         |
| 6     | 26.05.2001 | «Уроки мужества». После того, как деревенские гопники избили Андрея и застращали Олю, Пётр решает вспомнить свой армейский опыт… и идёт жаловаться ректору. Тот отказывается нанять в общежитие охрану, так как денег нет, но поручает студентам самим ходить по городу и выявлять правонарушителей. Вместо этого Звездунов начинает собирать дань с шашлычников. |
| 7     | 02.06.2001 | «Для Африки». Уронив пирожное, выходя из кафе, Андрей нарвался на гнев мужчины, сетующего о тяжёлой доле голодных африканцев. Уличная ругань натолкнула Звездунова на коварную идею: собирать деньги с жалостливых горожан якобы на гуманитарную помощь, а на деле — лишь себе в карман. Почуявшие запах лёгких денег, ректор и Илья Валентинович решают увеличить масштаб аферы.                                                                                               |
| 8     | 09.06.2001 | «Москва слезам смеётся». Пётр и Ольга приехали в столицу выступить с рефератом на олимпиаде по менеджменту. Андрей, как коренной москвич, показывает своим соседям по общежитию достопримечательности и объясняет правила жизни в этом городе. Так, например, Звездунов заявляет, что коренные москвичи якобы имеют право ездить без водительских прав и вламываться в любое понравившееся жилище.                                                                              |
| 9     | 16.06.2001 | «Французский поцелуй». Илья Валентинович хочет за 200 $ купить у ректора Mercedes, поэтому он просит Звездунова достать эти деньги в обмен на поблажки по учёбе. Андрей врёт Петру и Ольге, что в школьные годы у него был роман с химичкой французского происхождения Патрисией Каас, которая после скандала, вызванного этой историей, стала известной певицей. Растроганный Шмаков даёт 3000 рублей и просит ректора о финансовом содействии.                                |
| 10    | 23.06.2001 | «Волшебная палочка». Ольга начиталась оккультных книг про карму и магический жезл, который получит каждый, кто сделает бескорыстно три добрых дела подряд. Сначала Андрей и Пётр относятся к этим идеям со скепсисом, но желание получать халявные дары судьбы пересилило сомнения. |

## 33 на 3. Маленькие истории
«33 на 3. Маленькие истории» — спин-офф сериала, представлявший собой скетчи про Сергея Геннадьевича, Клару Захаровну и Андрея. Полуимпровизационные зарисовки не выходили на телевидении и периодически публиковались на YouTube-каналах и Instagram-страницах Андрея Бочарова и Сергея Белоголовцева.

## Компьютерная игра
В 2007 году издатель «Новый Диск» и разработчик Jam-Games выпустили аркадную игру «33 квадратных метра — Война с соседями». Завязка игры состоит в следующем: глава семейства Звездуновых протаранил чужой автомобиль, из-за чего ему пришлось отдать квартиру в качестве возмещения ущерба. Чтобы не стать бездомными, герою и его семье приходится участвовать в реалити-шоу «Война с соседями», где им необходимо пакостничать по отношению к жителям дома ради главного приза — квартиры. По принципу игра схожа с игрой «Как достать соседа».